# Nalot na Bari
Nalot na Bari – nocny atak lotniczy samolotów bombowych niemieckiej Luftwaffe na alianckie statki transportowe w porcie Bari we Włoszech, do którego doszło 2 grudnia 1943 podczas kampanii włoskiej II wojny światowej. Niemieckie bombowce Junkers Ju 88 (w liczbie 96) ze składu Luftflotte 2 zaatakowały zatłoczony port, w którym wyładowywano zaopatrzenie i uzbrojenie. Całkowicie zaskoczeni Alianci stracili 28 statków (dziesięć włoskich, siedem brytyjskich, pięć amerykańskich, trzy norweskie, dwa polskie i jeden francuski), uszkodzonych zostało dwanaście dalszych jednostek, w tym jeden okręt. Trzy zatopione statki zdołano wydobyć, a ich ładunek ocalić. Był to jeden z najbardziej niszczycielskich w skutkach nalotów Luftwaffe w całej wojnie, który spowodował oprócz utraty statków największe jednorazowe straty wśród marynarzy alianckich.
Atak, który trwał niecałe 20 minut, spowodował wyłączenie portu z użytkowania do lutego 1944, został nazwany z tej okazji „Małym Pearl Harbor”. Wydostanie się gazu musztardowego z wnętrza jednego z zatopionych statków znacznie powiększyło straty w ludziach. Władze brytyjskie i amerykańskie starały się tuszować całą sprawę, zwłaszcza zaś obecność gazów bojowych, którą ujawnił nalot.

## Tło wydarzeń
W 1943, na początku kampanii włoskiej, południowowłoski port w Bari był ważnym alianckim centrum logistycznym. Wyładowywano w nim tysiące ton uzbrojenia, amunicji i wyposażenia, które następnie dostarczano siłom sprzymierzonym dążącym do zdobycia Rzymu i wypchnięcia w kierunku północnym wojsk niemieckich z Półwyspu Apenińskiego.
Bari nie posiadało wystarczającej obrony przeciwlotniczej; w pobliżu nie było bazy RAF-u, a samoloty myśliwskie na linii frontu miały inne zadania niż osłona portu. Obrona naziemna była mało efektywna.
Mało kto brał pod uwagę możliwość niemieckiego rajdu lotniczego na port w Bari. Wierzono powszechnie, że Luftwaffe we Włoszech jest zbyt słaba, by podjąć się jakiegoś poważniejszego ataku. Po południu 2 grudnia 1943 (a więc kilka godzin przed nalotem) marszałek lotnictwa sir Arthur Coningham, dowódca Northwest African Tactical Air Force, oświadczył na konferencji prasowej w Neapolu, że Niemcy przegrały wojnę w powietrzu. Powiedział: „Za osobistą zniewagę uznałbym pojawienie się więcej niż jednego nieprzyjacielskiego samolotu nad miastem”. Mówiąc to, jakby zapomniał, że w ciągu minionego miesiąca niemieckie lotnictwo czterokrotnie bombardowało port w Neapolu i atakowało inne cele w basenie Morza Śródziemnego.
Trzydzieści amerykańskich, brytyjskich, polskich, norweskich i holenderskich statków znajdowało się 2 grudnia w porcie w Bari; prócz tego było tam kilkadziesiąt cywilnych statków włoskich nie związanych z transportem wojskowym; wokół portu mieszkało około 250 tysięcy cywilnej ludności. W noc ataku port był rzęsiście oświetlony, by łatwiej można było wyładowywać zaopatrzenie dla sił alianckich starających się otworzyć drogę do Rzymu.

## Nalot

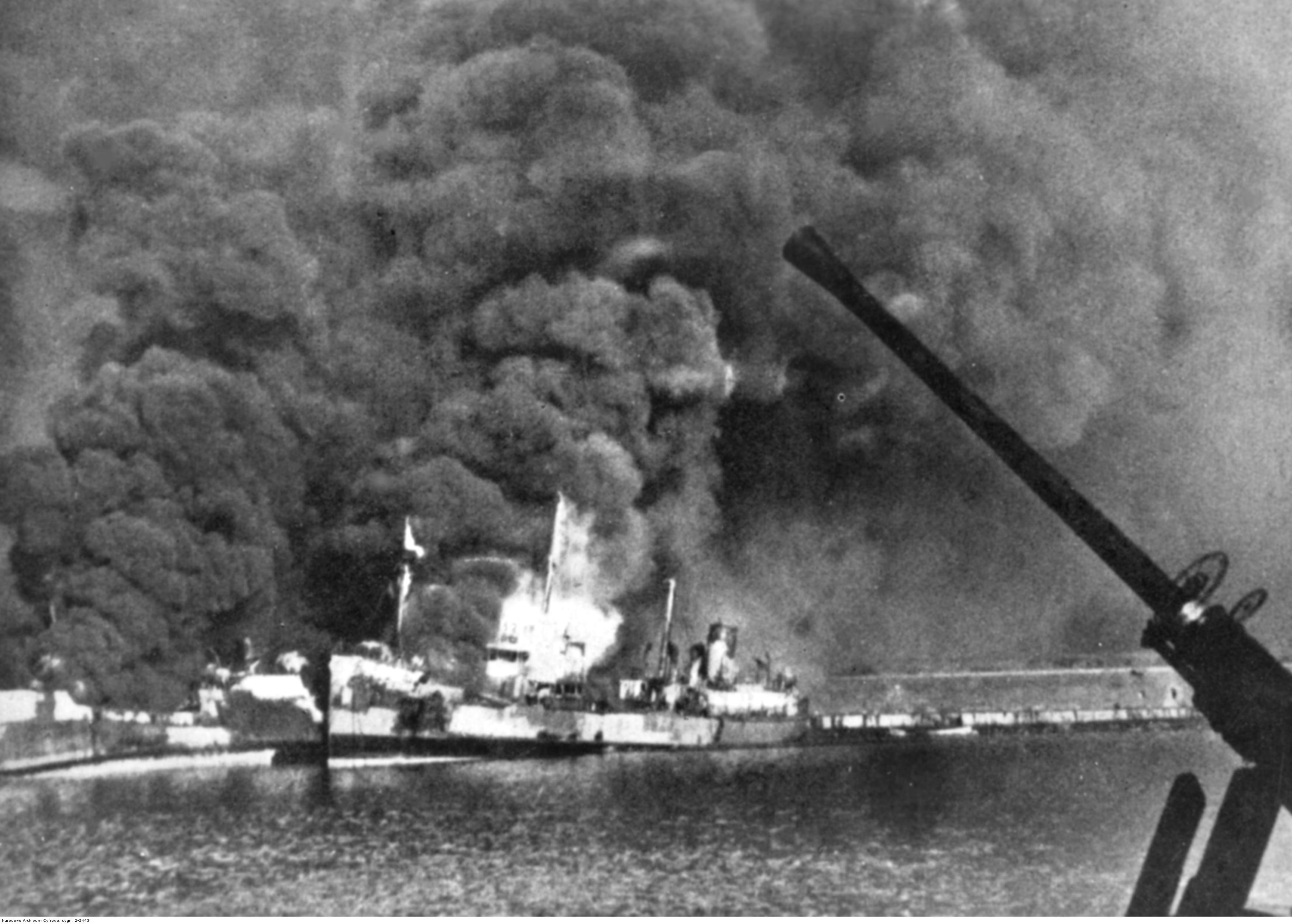
Płonąca aliancka flota

Po południu 2 grudnia Werner Hahn, pilot samolotu myśliwskiego Messerschmitt Me 210, odbył lot zwiadowczy nad Bari. Jego raport spowodował, że marszałek Albert Kesselring rozkazał przeprowadzić nalot. Kesselring wraz ze swoim sztabem zastanawiał się wcześniej nad zaatakowaniem lotnisk alianckich znajdujących się pod Foggią, ale Luftwaffe nie posiadała wystarczających sił, by uderzyć na tak dużo dobrze bronionych celów. Generalfeldmarschall Wolfram von Richthofen – który dowodził Luftflotte 2 – wskazywał Bari jako cel alternatywny. Richthofen uważał, że uszkodzenia w porcie mogą spowolnić postępy 8 Armii brytyjskiej. Zasugerował Kesselringowi, że jedynymi samolotami bombowymi, którymi dysponuje, są Junkersy Ju 88 A-4, ale że może do nalotu przygotować 150 takich maszyn; w rzeczywistości miał ich tylko 105, a do celu dotarło 96 bombowców.
Większość samolotów startowała z lotnisk włoskich (Orio al Serio i Aviano koło Mediolanu oraz Wenecja), ale Richthofen postanowił użyć również kilku maszyn lecących z Jugosławii w nadziei, że uda mu się wprowadzić aliantów w błąd i przekonać ich, że cały nalot został wyprowadzony właśnie stamtąd; tym samym ewentualne kontruderzenie miałoby skierować się w niewłaściwym kierunku. Pilotom Ju 88 kazano lecieć na wschód, w kierunku Adriatyku, następnie skręcić na południe i zachód, ponieważ alianci spodziewali się ewentualnego ataku raczej z północy.
Atak rozpoczął się o 19:25 wraz z pojawieniem się nad portem 2-3 niemieckich samolotów, które krążyły na wysokości około 3000 metrów, zrzucając Düppel (paski folii aluminiowej), by zakłócić działanie alianckich radarów. Zrzucały również flary, które w zasadzie nie były potrzebne, bo port był dobrze oświetlony.
Niemcom udało się kompletnie zaskoczyć obrońców; dzięki temu samoloty mogły bombardować wybrane cele z wielką dokładnością. Trafienie dwóch statków z amunicją wywołało eksplozje, które spowodowały pękanie szyb w oknach nawet w odległości 11 kilometrów. Wielki ropociąg na nabrzeżu został uszkodzony, a w rezultacie wybuchły liczne pożary. Połacie płonącej ropy pokryły większość akwenu, otaczając ścianą ognia nieuszkodzone dotąd statki.
Statki (w liczbie 28) wyładowane ponad 31 000 ton ładunków zatonęły lub zostały całkowicie zniszczone; trzy z nich (z ładunkiem 6800 ton) udało się uratować. Dalsze 12 jednostek uległo uszkodzeniu. Port został wyłączony z użytkowania na trzy tygodnie, a do pełnej zdolności przeładunkowej wrócił pod koniec lutego 1944. Nie ucierpiały natomiast stacjonujące w Bari okręty podwodne.
| Nazwa               | Bandera           | Typ                 | Uwagi                                                                 |
| ------------------- | ----------------- | ------------------- | --------------------------------------------------------------------- |
| Ardito              | Włochy            | nieznany            | 3732 GRT                                                              |
| SS Aube             | Francja           | handlowy            | 1055 GRT Podniesiony 1946                                             |
| Barletta            | Włochy            | handlowy            | 1975 GRT 45 zabitych. Podniesiony 1948-1949, wyremontowany            |
| SS Bollsta          | Norwegia          | handlowy            | 1832 GRT Podniesiony 1948, wrócił do służby jako Stefano M            |
| SS Cassala          | Włochy            | handlowy            | 1797 GRT Uznany za zniszczony                                         |
| SS Corfu            | Włochy            | handlowy            | 1409 GRT Uznany za zniszczony                                         |
| MV Devon Coast      | Wielka Brytania   | kabotażowy          | 646 GRT                                                               |
| SS Fort Athabasca   | Wielka Brytania   | transportowy        | 7132 GRT                                                              |
| SS Fort Lajoie      | Wielka Brytania   | transportowy        | 7134 GRT                                                              |
| SS Frosinone        | Wielka Brytania   | handlowy            | 5202 GRT                                                              |
| SS Genespesca II    | Włochy            | handlowy            | 1628 GRT                                                              |
| SS Goggiam          | Włochy            | handlowy            | 1934 GRT Uznany za zniszczony                                         |
| Inaffondabile       | Wielka Brytania   | szkuner             | ? GRT                                                                 |
| SS John Bascom      | Stany Zjednoczone | Liberty             | 7172 GRT 10 zabitych                                                  |
| SS John Harvey      | Stany Zjednoczone | Liberty             | 7176 GRT Ładunek bomb z gazem musztardowym; zniszczony                |
| SS John L. Motley   | Stany Zjednoczone | Liberty             | 7176 GRT Statek amunicyjny; 30 zabitych                               |
| SS Joseph Wheeler   | Stany Zjednoczone | Liberty             | 7176 GRT 41 zabitych                                                  |
| SS Lars Kruse       | Wielka Brytania   | transportowy        | 1807 GRT 19 zabitych                                                  |
| SS Lom              | Norwegia          | handlowy            | 1268 GRT 4 zabitych                                                   |
| SS Luciano Orlando  | Włochy            | handlowy            | ? GRT                                                                 |
| SS Lwów             | Polska            | handlowy            | 1409 GRT                                                              |
| MB 10               | Marina Militare   | motorówka uzbrojona | 13 ton                                                                |
| SS Norlom           | Norwegia          | handlowy typu 1105  | 6412 GRT 6 zabitych. podniesiony w listopadzie 1946, zezłomowany 1947 |
| SS Porto Pisano     | Włochy            | kabotażowiec        | 226 GRT                                                               |
| SS Puck             | Polska            | handlowy            | 1065 GRT 5? zabitych Podniesiony 1946                                 |
| SS Samuel J. Tilden | Stany Zjednoczone | Liberty             | 7176 GRT                                                              |
| SS Testbank         | Wielka Brytania   | transportowy        | 5083 GRT 70 zabitych                                                  |
| SS Volodda          | Włochy            | handlowy            | 4673 GRT                                                              |

| Nazwa                | Bandera           | Typ          | Uwagi              |
| -------------------- | ----------------- | ------------ | ------------------ |
| SS Argo              | Włochy            | kabotażowiec | 526 GRT            |
| SS Bicester          | Wielka Brytania   | handlowy     | 1050 GRT           |
| SS Brittany Coast    | Wielka Brytania   | handlowy     | 1389 GRT           |
| SS Crista            | Wielka Brytania   | handlowy     | 1389 GRT           |
| SS Dagö              | Litwa             | handlowy     | 1996 GRT           |
| SS Grace Abbott      | Stany Zjednoczone | Liberty      | 7191 GRT           |
| SS John M. Schofield | Stany Zjednoczone | Liberty      | 7181 GRT           |
| SS Lyman Abbott      | Stany Zjednoczone | Liberty      | 7176 GRT           |
| SS Odysseus          | Holandia          | handlowy     | 1057 GRT           |
| SS Vest              | Norwegia          | handlowy     | 5074 GRT           |
| SS Vienna            | Wielka Brytania   | transportowy | 4227 GRT           |
| HMS Zetland          | Royal Navy        | niszczyciel  | 1,050 ton Typ Hunt |

## SS John Harvey
Jeden ze zniszczonych transportowców – amerykański statek typu Liberty John Harvey – przewoził objęty klauzulą tajności ładunek 2000 bomb z gazem musztardowym (każda zawierała od 27 do 32 kg tej śmiercionośnej substancji). Według historyka Royal Navy Stephena Roskilla, ładunek ten został wysłany do Europy jako środek do ewentualnego ataku odwetowego w przypadku, gdyby Niemcy zdecydowali się użyć broni chemicznej we Włoszech. Zniszczenie statku spowodowało wyciek płynnego iperytu siarkowego do wody już wcześniej zanieczyszczonej ropą z innych uszkodzonych lub zatopionych statków. Wielu marynarzy, którzy ratowali się skacząc do wody, zostało pokrytych tą płynną mazią, będącą idealnym rozpuszczalnikiem dla iperytu. Część gazu musztardowego wyparowała, mieszając się z kłębami dymu. Rannych wydobywano z wody i odsyłano do placówek medycznych, gdzie o gazie musztardowym nic nie wiedziano. Medycy zajmowali się przede wszystkim ofiarami wybuchów i poparzeń, nie zwracali jednak uwagi na tych, których pokrywała ropa. Tymczasem wiele objawów lżejszego zatrucia gazem musztardowym można było zredukować, stosując kąpiele i zmianę odzieży.
Nim minął dzień pierwsze objawy zatrucia (ślepota, oparzenia chemiczne) wystąpiły u 628 pacjentów i członków personelu medycznego. Sprawy zaczęły się komplikować wraz z przybywaniem do szpitali setek cywilnych mieszkańców miasta, którzy zostali porażeni oparami gazu musztardowego, który dostał się do atmosfery po wybuchu części ładunku statku. Kryzys medyczny narastał, wciąż nie było bowiem wiadomo, co powoduje objawy, a dowództwo amerykańskie starało się utrzymać obecność środków chemicznych w tajemnicy przed Niemcami. Niemal wszyscy członkowie John Harvey zginęli, więc nikt nie mógł wyjaśnić pochodzenia „czosnkowego” zapachu odnotowanego przez służby medyczne.
Powiadomiony o dziwnych symptomach zastępca naczelnego chirurga US Army Fred Blesse poprosił o przybycie podpułkownika Stewarta F. Alexandra, eksperta w dziedzinie broni chemicznych. Alexander bez trudu wskazał Johna Harveya jako źródło toksyn i potwierdził, że jest to gaz musztardowy z amerykańskich bomb typu M47A1. Do końca miesiąca 83 spośród 628 hospitalizowanych wojskowych zmarło. Liczba ofiar cywilnych przebywających w pobliżu portu, choć przypuszczalnie większa, nie była możliwa do ustalenia, wielu bowiem mieszkańców Bari – także tych zatrutych – opuściło swe domy, szukając schronienia u krewnych na wsi.
Amerykański niszczyciel eskortowy USS „Bistera”, lekko tylko uszkodzony, zbierał z wody rozbitków, a następnie – jeszcze podczas bombardowania – wyszedł dla bezpieczeństwa w morze; w nocy wielu członków załogi zaczęło ślepnąć i odkrywać powiększające się oparzenia o podłożu chemicznym. W tej sytuacji Bistera wszedł, zachowując środki ostrożności, do portu w Tarencie.

### Próby tuszowania
Dr Stewart F. Alexander udał się natychmiast do Bari. Posiadał pewną wiedzę na temat skutków ataków przy pomocy gazu musztardowego i – choć nie został poinformowany, jakiego rodzaju ładunek przewoził SS John Harvey, a większość ofiar odczuwała nietypowe dla ataku z powietrza skutki – Alexander natychmiast zorientował się, że ma do czynienia z bronią chemiczną. Zdołał przekonać lekarzy, by stosowali środki neutralizujące gaz musztardowy, i w ten sposób ocalono życie wielu ludziom. Zachował ponadto wiele próbek skóry pobranych podczas sekcji zwłok ofiar, co – wiele lat po wojnie – pomogło w rozwoju wczesnych form chemioterapii .
Od samego początku Naczelne Dowództwo Sprzymierzonych starało się tuszować prawdziwe przyczyny katastrofy, by nie dać Niemcom pewności, że alianci zamierzają zastosować broń chemiczną, a tym samym nie pozwolić im na wyprzedzające uderzenie. Problem polegał na tym, że było zbyt wielu świadków, by można było utrzymać przyczyny tragedii w tajemnicy. Ostatecznie więc, w lutym 1944, szef sztabu US Army wydał oświadczenie, w którym nawiązywał do wypadku i podkreślał, że Stany Zjednoczone miały zamiar stosować broń chemiczną jedynie w sytuacji ewentualnego przeciwuderzenia.
Generał Dwight Eisenhower zaaprobował raport dr. Alexandra, jednak Winston Churchill nakazał, by we wszystkich brytyjskich dokumentach ofiary gazu musztardowego przedstawiać jako „zmarłych z powodu poparzeń w wyniku akcji nieprzyjaciela”.
Archiwa amerykańskie ujawniły dokumenty dotyczące sprawy w 1959, ale tragedia nie była znana szerszej opinii społecznej do 1967, kiedy Glenn B. Infield opublikował swą książkę pt. Disaster at Bari . Rząd brytyjski dopiero w 1986 poinformował weteranów, którzy przeżyli atak na Bari, że byli wystawieni na działanie gazów bojowych, i podwyższył im emerytury.
W swej autobiograficznej książce pt. Destroyer Captain, wydanej w 1975, komandor podporucznik Roger Hill relacjonuje tankowanie niszczyciela HMS Grenville w Bari krótko po ataku. Opisuje zniszczenia i to, w jaki sposób statek wyładowany bombami z gazem dostał się do portu. W roku 1988, dzięki wysiłkom kilku osób z senatorem Billem Bradleyem na czele, dr Alexander doczekał się wreszcie dowodów uznania ze strony Surgeon General of the United States Army za wysiłki podejmowane przezeń dla ratowania ofiar nalotu na Bari.